# Họ Long đởm
Họ Long đởm (danh pháp khoa học: Gentianaceae) là một họ thực vật có hoa chứa khoảng 99 chi và khoảng 1.740 loài. Một số tài liệu gọi là long đảm theo phiên âm từ tiếng Trung 龍膽, tuy nhiên cách dùng phổ biến hiện nay là long đởm, cho nên Wikipedia sẽ gọi là long đởm.
Hoa của chúng có hình tia đối xứng và lưỡng tính với các đài hoa, cánh hoa liền và các nhị hoa trên tràng so le với các thùy tràng hoa. Có một đĩa có tuyến ở đáy của nhụy, và các hoa có kiểu đính noãn bên vách. Cụm hoa hình xim. Quả là loại quả nang cắt vách và nứt ra, ít khi thấy loại quả mọng. Hạt nhỏ với nội nhũ nhiều dầu và phôi mầm thẳng. Chúng có thể là loại cây thân gỗ nhỏ, cây bụi hay thông thường là cây thân thảo. Thường là loại cây có thân rễ; các nốt sần ở rễ (mycorrhiza) là rất phổ biến. Các lá đơn mọc đối. Không có các lá kèm. Các loài thường chứa các chất iridoit có vị đắng.
Các loài cây trong họ này phân bổ rộng khắp thế giới. Về mặt kinh tế, một vài loài được trồng làm cây cảnh và nhiều loài chứa các chất có vị đắng được sử dụng trong y học và để tạo hương vị.

## Phân loại
APG chia họ này ra làm 7 tông như sau:
- Saccifolieae Struwe, Thiv, V. A. Albert & Kadereit: 5 chi, 19 loài. Nhiệt đới Nam Mỹ, tới Panama ở Trung Mỹ.
- Exaceae Colla: 8 chi, 184 loài. Các chi đa dạng loài: Sebaea (75), Exacum (70). Châu Phi, đặc biệt là Madagascar, Indo-Malesia và tới Australia, New Zealand (một vài loài Sebaea).
- Voyrieae Gilg: 1 chi, 19 loài. Nhiệt đới châu Mỹ, riêng Voyria primuloides có ở châu Phi.
- Chironieae Endlicher: 26 chi, 160 loài. Các chi đa dạng loài: Centaurium (50). Nhiệt đới và ôn đới ấm phương bắc.
- Potalieae Reichenbach: 14-18 chi, 163 loài. Các chi đa dạng loài: Fagraea (75), Lisianthius (30). Liên nhiệt đới.
- Helieae Gilg: 23 chi, 218 loài. Các chi đa dạng loài: Macrocarpaea (110), Symbolanthus (30). Nhiệt đới Trung và Nam Mỹ, Caribe.
- Gentianeae Colla: 18 chi, 975 loài. Các chi đa dạng loài nhất là: Gentiana (360), Gentianella (250: đa ngành), Swertia (168: đa ngành?), Halenia (80). Ôn đới phương bắc, đặc biệt là Đông Á, tới New Guinea (một số loài chi Tripterospermum) và châu Phi cùng Madagascar (một số loài Swertia).

Nhóm cổ nhất (cơ sở) trong họ Long đởm là tông Saccifolieae. Kế tiếp trong cây phát sinh họ này là tông Exaceae, tiếp theo là tông Chironieae. Ba tông Gentianeae, Helieae và Potalieae phát sinh xấp xỉ cùng khoảng thời gian và quan hệ cụ thể trong ba tông này vẫn chưa rõ ràng.

## Các chi
Phân chia dưới đây lấy theo kết quả của Gentian Research Network. 
- Tông Saccifolieae
  - Curtia
  - Hockinia
  - Saccifolium
  - Tapeinostemon
  - Voyriella
- Tông Exaceae
  - Exacum (gồm cả Cotylanthera): Ngoại dấu.
  - Exochaenium
  - Gentianothamnus
  - Klackenbergia
  - Lagenias
  - Ornichia (gồm cả Belmontia)
  - Sebaea
  - Tachiadenus
- Tông Chironieae
  - Phân tông Coutoubeainae
    - Coutoubea
    - Deianira
    - Schultesia
    - Symphyllophyton
    - Xestaea

  - Phân tông Canscorinae
    - Canscora: Can, bươm bướm.
    - Cracosna
    - Duplipetala: Tách ra từ Canscora.
    - Hoppea
    - Microrphium
    - Phyllocyclus: Cỏ xuyên.
    - Schinziella

  - Phân tông Chironiinae
    - Blackstonia
    - Centaurium (cận ngành): Củ mạch, bách kim.
    - Chironia
    - Cicendia
    - Eustoma
    - Exaculum
    - Geniostemon
    - Gyrandra: Tách ra từ Centaurium.
    - Ixanthus
    - Orphium
    - Sabatia
    - Schenkia: Tách ra từ Centaurium.
    - Zeltnera: Tách ra từ Centaurium (mô tả mới).
    - Zygostigma
- Tông Potalieae
  - Phân tông Faroinae
    - Congolanthus
    - Djaloniella
    - Enicostema: Yến cật, sam hoa nách.
    - Faroa
    - Karina
    - Neurotheca
    - Oreonesion
    - Pycnosphaera
    - Urogentias

  - Phân tông Lisianthiinae
    - Bisgoeppertia: Chuyển từ Chironiinae (Chironieae) sang.
    - Lisianthius

  - Phân tông Potaliinae
    - Anthocleista
    - Cyrtophyllum. Tách ra từ Fagraea.
    - Fagraea
    - Limahlania. Tách ra từ Fagraea (mô tả mới).
    - Picrophloeus. Tách ra từ Fagraea.
    - Potalia
    - Utania. Tách ra từ Fagraea.
- Tông Helieae
  - Prepusa
  - Senaea
  - Nhánh Macrocarpaea
    - Chorisepalum
    - Macrocarpaea
    - Tachia
    - Zonanthus

  - Neblinantha
  - Celiantha
  - Irlbachia (1)
  - Nhánh Symbolanthus
    - Adenolisianthus
    - Aripuana
    - Calolisianthus (cận ngành).
    - Chelonanthus (cận ngành).
    - Helia
    - Irlbachia (2)
    - Lagenanthus
    - Lehmanniella
    - Purdieanthus (có lẽ thuộc Lehmanniella)?
    - Rogersonanthus
    - Roraimaea
    - Sipapoantha
    - Symbolanthus (gộp cả Wurdackanthus).
    - Tetrapollinia
    - Yanomamua
- Tông Gentianeae
  - Phân tông Swertiinae
    - Bartonia
    - Comastoma
    - Frasera
    - Gentianella
    - Gentianopsis
    - Halenia
    - Jaeschkea
    - Latouchea
    - Lomatogonium
    - Megacodon
    - Obolaria
    - Pterygocalyx: Móng dài.
    - Swertia (cận ngành): Hoạt.
    - Veratrilla

  - Phân tông Gentianinae
    - Crawfurdia: Cầu phước.
    - Gentiana (cận ngành): Long đởm.
    - Metagentiana (cận ngành).
    - Tripterospermum: Tam dực.

Ba chi dưới đây được liệt kê trong danh sách các chi thuộc họ Long đởm.
- Lapithea. GRIN xếp vào tông Chironieae[4] và coi là đồng nghĩa của chi Sabatia.
- Lomatogoniopsis. GRIN xếp vào tông Gentianeae[5] và cho rằng đôi khi nó được gộp trong chi Swertia.
- Voyria: GRIN công nhận chi này với danh pháp đồng nghĩa là Leiphaimos nhưng không ghi nhận loài nào và cũng chẳng xếp nó vào tông nào[6] nhưng Gentian Research Network lại cho rằng nó chứa 19 loài và liệt kê trong nhóm có vị trí không rõ ràng (incertae sedis)[7].

## Phát sinh chủng loài
Cây phát sinh chủng loài vẽ theo Gentian Research Network. và Yang et al. (2016). Vị trí của Voyria vẫn chưa thật sự chắc chắn. Nó có thể đã rẽ nhánh trước Exaceae chứ không phải sau tông này như gợi ý trước đây.

|  | Chironieae                                                                         |
|  |                                                                                    |
|  | \| \| Helieae \| \| \| \| \| \| Potalieae \| \| \| \| \| \| Gentianeae \| \| \| \| |
|  |                                                                                    |
|  | Helieae                                                                            |
|  |                                                                                    |
|  | Potalieae                                                                          |
|  |                                                                                    |
|  | Gentianeae                                                                         |
|  |                                                                                    |

|  | Helieae    |
|  |            |
|  | Potalieae  |
|  |            |
|  | Gentianeae |
|  |            |

|  | Chironieae                                                                         |
|  |                                                                                    |
|  | \| \| Helieae \| \| \| \| \| \| Potalieae \| \| \| \| \| \| Gentianeae \| \| \| \| |
|  |                                                                                    |
|  | Helieae                                                                            |
|  |                                                                                    |
|  | Potalieae                                                                          |
|  |                                                                                    |
|  | Gentianeae                                                                         |
|  |                                                                                    |

|  | Helieae    |
|  |            |
|  | Potalieae  |
|  |            |
|  | Gentianeae |
|  |            |

|  | Chironieae                                                                         |
|  |                                                                                    |
|  | \| \| Helieae \| \| \| \| \| \| Potalieae \| \| \| \| \| \| Gentianeae \| \| \| \| |
|  |                                                                                    |
|  | Helieae                                                                            |
|  |                                                                                    |
|  | Potalieae                                                                          |
|  |                                                                                    |
|  | Gentianeae                                                                         |
|  |                                                                                    |

|  | Helieae    |
|  |            |
|  | Potalieae  |
|  |            |
|  | Gentianeae |
|  |            |

|  | Chironieae                                                                         |
|  |                                                                                    |
|  | \| \| Helieae \| \| \| \| \| \| Potalieae \| \| \| \| \| \| Gentianeae \| \| \| \| |
|  |                                                                                    |
|  | Helieae                                                                            |
|  |                                                                                    |
|  | Potalieae                                                                          |
|  |                                                                                    |
|  | Gentianeae                                                                         |
|  |                                                                                    |

|  | Helieae    |
|  |            |
|  | Potalieae  |
|  |            |
|  | Gentianeae |
|  |            |